# Trachinotus marginatus
Trachinotus marginatus es una especie de peces de la familia Carangidae en el orden de los Perciformes.

## Morfología
• Los machos pueden llegar alcanzar los 45 cm de longitud total.

## Distribución geográfica
Se encuentra desde el sur del Brasil hasta el norte de  Argentina. También en México.